# 닐람 산지바 레디
닐람 산지바 레디(힌디어: नीलम संजीव रेड्डी, 텔루구어: నీలం సంజీవరెడ్డి, 1913년 5월 19일~1996년 6월 1일)는 인도의 정치인으로, 1977년부터 1982년까지 인도의 제6대 대통령을 지냈다. 독립 운동에서 인도 국민회의와 긴 정치 경력을 시작한 그는 인도의 최연소 대통령이 되기 전에 안드라프라데시주의 초대 수장, 2회의 로크 사바 국회의장과 연합 장관으로서 독립 인도에서 몇몇의 주요 직책을 보유하였다.
오늘날 안드라프라데시주 아난타푸르구에서 태어난 레디는 아다야르에서 학교를 마치고 아난타푸르에 있는 정부 예술 대학에 입학했다. 그는 인도의 독립운동가가 되기 위해 그만뒀고 인도를 떠나라 운동에 참여했다는 이유로 투옥되었다. 1946년 마드라스 의회 의원으로 선출되었다. 1953년 안드라주의 부장관이 되었고 1956년 안드라프라데시주의 초대 수상이 되었다. 1964년부터 1967년까지 랄 바하두르 샤스트리와 인디라 간디 총리, 1967년부터 1969년까지 로크 사바 국회의장 밑에서 내각 장관을 지냈다. 그는 이후 활동적인 정치에서 은퇴했으나 1975년 인디라 간디 정부에 대항하여 "전체 혁명"을 외친 자야프라카시 나라얀의 요구에 응답하여 돌아왔다.
1977년 자나타당 후보로 의회에 당선된 레디는 만장일치로 제6대 로크 사바 국회의장에 선출되었고, 3개월 후 무반대 대통령으로 선출되었다. 대통령으로서 레디는 총리 모라르지 데사이, 차란 싱, 인디라 간디와 함께 일했다. 1982년 자일 싱이 레디의 뒤를 이어 아난타푸르에 있는 자신의 농장으로 은퇴했다. 그는 1996년 사망했으며 그의 사마디는 벵갈루루 칼팔리 매장지에 있다. 2013년 안드라프라데시주 정부는 레디의 탄생 100주년을 기념했다.

## 교육 및 가족
레디는 1913년 5월 19일, 마드라스관구의 일루르 마을에서 텔루구어를 사용하는 힌두교 가정에서 태어났다. 그는 마드라스관구 아다야르에 있는 신지피컬 고등학교에서 공부했고, 후에 마드라스 대학교의 부속 기관인 아난타푸르에 있는 정부 예술 대학교에 학부생으로 등록했다. 1958년, 스리 벤카테스와라 대학교, 티루파티는 명예 법학 박사 학위를 그에게 수여했다.
레디는 닐람 나가랏남마와 결혼했다. 이 부부에게는 아들 1명과 딸 3명이 있었다.

## 인도의 독립운동에 대한 역할
1929년 7월, 마하트마 간디가 아난타푸르를 방문한 후 영국령 인도로부터 독립을 위한 인도 투쟁에 참여했고 1931년 대학을 중퇴했다. 그는 청소년 연맹과 밀접한 관계를 맺고 학생 사트야그라하에 참여했다. 1938년 레디는 안드라프라데시주 의회 위원회의 서기로 선출되었다. 인도를 떠나라 운동 동안, 그는 투옥되었고 1940년에서 1945년 사이에 주로 감옥에 있었다. 1942년 3월, 석방된 그는 8월에 다시 체포되어 1945년까지 활동가 탕구투리 프라카삼, 순다라 사티아무르티, 구마라스와미 카마라지, 바라하기리 벵카타 기리와 함께 복역한 암라바티 감옥으로 보내졌다.

## 정치 경력
1946년 마드라스 의회 의원으로 선출된 레디는 의회 의회 당서기가 되었다. 그는 마드라스 출신의 인도 제헌의회 의원이기도 했다. 1949년 4월부터 1951년 4월까지 그는 마드라스주의 금주림부 장관을 지냈다. 1951년 마드라스 의회 선거에서 인도 공산당 지도자 타리멜라 나지 레디에게 패했다.

## 대통령직
닐람 산지바 레디는 1977년 7월 21일, 대통령에 당선되었으며, 1977년 7월 25일, 인도의 제6대 대통령으로 취임하였다. 레디는 총리 모라르지 데사이, 차란 싱, 인디라 간디와 함께 3개의 정부와 함께 일했다. 레디는 인도 독립 30주년을 하루 앞두고 라슈트라파티 바반에서 더 작은 숙소로 이사할 것이며 인도의 빈곤층과의 연대 하에 70%의 급여 삭감을 받을 것이라고 발표했다.

## 말년 및 사망
1982년 7월 25일에 취임한 자일 싱이 대통령직을 승계했다. 레디는 대국민 고별연설에서 연이은 정부가 인도 민중의 삶을 개선하는데 실패한 것을 비판하고 정부의 실정을 막기 위해 강력한 야당의 출현을 요구했다. 대통령 임기 후, 당시 라마크리슈나 헤그데 카르나타카의 수석 장관은 레디를 벵갈루루에 정착하도록 초청했지만 레디는 아난타푸르에 있는 자신의 농장으로 은퇴하기로 결정했다. 그는 1996년 83세의 나이로 벵갈루루에서 폐렴으로 사망했다. 그의 사마디는 벵갈루루의 칼팔리 묘지에 있다.  의회는 1996년 6월 11일 레디의 죽음을 애도했고, 당 노선을 넘나드는 의원들은 레디를 추모하며 국가와 하원에 대한 그의 공헌을 상기시켰다.